# Gult Äggplommon
Gult Äggplommon es una variedad cultivar de ciruelo (Prunus domestica), de las denominadas ciruelas europeas.
Una variedad antigua de ciruela, que se cree fue originada en Suecia, probablemente a partir de semillas de 'Bonum Magnum'.
Las frutas son de tamaño grande, piel de color amarillo con tintes rosados recubierta de pruina blanquecina, y su pulpa color amarillo dorado, con textura firme, y sabor agrio muy ligeramente dulce.
Tolera las zonas de rusticidad según el departamento USDA, de nivel 1 a 3.

## Sinonimia
- "Gula Äggplommon".

## Historia
'Gult Äggplommon' es una antigua variedad de ciruela es una de las primeras variedades de ciruela de frutos grandes cultivadas en Suecia. Probablemente llegó aquí a principios del siglo XVIII, cuando se menciona, entre otras cosas, en la lista de variedades de frutas de la casa señorial "Hässelby", en las afueras de Estocolmo.

## Características
'Gult Äggplommon' árbol de crecimiento fuerte, al principio erguidos y luego más extendidos. Se vuelven fértiles tarde, pero dan cosechas relativamente buenas cuando son mayores. Da la mejor cosecha en una posición soleada plantada en un suelo nutritivo y bien drenado. Tiene un tiempo de floración que comienza a partir del 19 de abril con el 10% de floración, para el 24 de abril tiene una floración completa (80%), y para el 5 de mayo tiene un 90% de caída de pétalos.
'Gult Äggplommon' tiene una talla de tamaño grande a menudo de más de 5 cm de largo, ovalado, a veces ovoide puntiagudo. Cuando está realmente maduro, adquiere un hermoso color amarillo y, en años favorables, los ejemplares bien soleados pueden adquirir un tono rosado puro, la piel es gruesa, dura y cubierta de pruina blanquecina; pulpa de color amarillo dorado, con textura firme, y sabor agrio muy ligeramente dulce.
Hueso de semi adherente a adherente, grande, alargado, zona ventral poco sobresaliente, superficie rugosa.
Su tiempo de recogida de cosecha se inicia a principios de septiembre.

## Cultivo y usos
Características generales, variedad que está bien adaptada a los climas del norte. Requiere ubicaciones soleadas, suelo fértil con suficiente humedad.
Variedad cultivada principalmente en Suecia, Reino Unido, y Noruega.
El pomólogo danés Anton Pedersson afirma en su pomología de 1935 que la 'Gult Äggplommon', cuando está poco desarrollada, es bastante no comestible y sólo se puede utilizar como fruta decorativa. Al mismo tiempo, admite que en los años buenos tiene cierta justificación por su tamaño y su bonito aspecto. Desde que se cultiva la 'Gult Äggplommon' en Suecia, se utiliza principalmente en el hogar, por ejemplo para hacer mermeladas y otros tipos de conservas.